# Cameron Satterwhite
Cameron Satterwhite (nacido en Gilbert, Arizona) es un jugador de baloncesto estadounidense que actualmente forma parte de la plantilla del Aris Leeuwarden de la BNXT League. Su posición es escolta.

## Trayectoria
Nacido en Gilbert, Arizona, es un base que puede jugar de escolta formado en Gilbert Christian High School de su ciudad natal hasta 2017, fecha en la que ingresó en la Universidad Loyola Chicago, situada en Chicago, en el estado de Illinois, donde jugaría durante dos temporadas la NCAA con los Loyola Ramblers, desde 2016 a 2018.
Tras una temporada en blanco, en 2019 ingresa en la Universidad de Arizona Septentrional, situada en Flagstaff, Arizona, donde juega la temporada 2019-20 la NCAA con los Northern Arizona Lumberjacks.
En la temporada 2020-21, vuelve a cambiar de universidad e ingresa en la Universidad de Montana - Missoula, situada en Missoula, Montana, donde juega la NCAA con los Montana Grizzlies.
Tras no ser drafteado en 2021, en la temporada 2021-22 firma por el BC Teuta de la Superliga de baloncesto de Albania.
El 21 de julio de 2022, firma por el Aris Leeuwarden de la BNXT League.
El 4 de julio de 2024, es confirmado como refuerzo de la campana 2024 por Halcones Rojos Veracruz de la LNBP.